# Tidaholm
Tidaholm este un oraș în Suedia.

## Demografie
| \| Evoluția demografică a zonei urbane Tidaholm, 1970–2015 \| Evoluția demografică a zonei urbane Tidaholm, 1970–2015 \| Evoluția demografică a zonei urbane Tidaholm, 1970–2015 \| Evoluția demografică a zonei urbane Tidaholm, 1970–2015 \| Evoluția demografică a zonei urbane Tidaholm, 1970–2015 \| \| --------------------------------------------------------------------------------------- \| ------------------------------------------------------- \| ------------------------------------------------------- \| ------------------------------------------------------- \| ------------------------------------------------------- \| \| An \| \| \| Locuitori \| \| \| 1970 \| 1970 \| \| 7.663 \| 7.663 \| \| 1975 \| 1975 \| \| 8.039 \| 8.039 \| \| 1980 \| 1980 \| \| 8.057 \| 8.057 \| \| 1990 \| 1990 \| \| 8.317 \| 8.317 \| \| 1995 \| 1995 \| \| 8.352 \| 8.352 \| \| 2000 \| 2000 \| \| 7.938 \| 7.938 \| \| 2005 \| 2005 \| \| 7.920 \| 7.920 \| \| 2010 \| 2010 \| \| 8.027 \| 8.027 \| \| 2015 \| 2015 \| \| 8.175 \| 8.175 \| \| Sursa: SCB - Statistika Centralbyrån, Folkmängden per tätort. Vart femte år 1960 - 2016 \| \| \| \| \| |      |  |           |       |
| Evoluția demografică a zonei urbane Tidaholm, 1970–2015 |      |  |           |       |
| An |      |  | Locuitori |       |
| 1970 | 1970 |  | 7.663     | 7.663 |
| 1975 | 1975 |  | 8.039     | 8.039 |
| 1980 | 1980 |  | 8.057     | 8.057 |
| 1990 | 1990 |  | 8.317     | 8.317 |
| 1995 | 1995 |  | 8.352     | 8.352 |
| 2000 | 2000 |  | 7.938     | 7.938 |
| 2005 | 2005 |  | 7.920     | 7.920 |
| 2010 | 2010 |  | 8.027     | 8.027 |
| 2015 | 2015 |  | 8.175     | 8.175 |
| Sursa: SCB - Statistika Centralbyrån, Folkmängden per tätort. Vart femte år 1960 - 2016 |      |  |           |       |